# Gmina Elk (hrabstwo Clayton)

Położenie Gminy Elk w hrabstwie Clayton

Gmina Elk (ang. Elk Township) – gmina w USA, w stanie Iowa, w hrabstwie Clayton. Według danych z 2000 roku gmina miała 490 mieszkańców, a jej powierzchnia wynosi 93,32 km².